# Suntv
Sun TV nahm am 23. April 2001 seinen Betrieb auf und war bis zu seiner Einstellung am 31. Juli 2002 ein einheitliches Abendprogramm / Mantelprogramm mehrerer regionaler Ballungsraumsender in Deutschland. Das Programm gehörte zur Kirch-Gruppe und war ursprünglich als Nachfolger von tm3 gedacht, welcher am 11. November 2000 seinen Sendebetrieb aufnehmen sollte. Dieser Plan wurde jedoch verworfen. Während tm3 im Jahr 2001 zum späteren 9live umgewandelt wurde, wurde das Projekt Sun-TV im Rahmen der Kooperation mit den größeren Ballungsraumsendern realisiert. Das Programm wurde im Zuge des Insolvenzverfahrens gegen die Kirch-Gruppe eingestellt.

## Sendungen
In München, Berlin, Zürich und Hamburg wurden die verschiedenen Formate von Entertainment Factory und mehreren Subunternehmen produziert.
- WIB-Schaukel Talksendung mit Wigald Boning, später im ZDF
- Blondes Gift Talk mit Barbara Schöneberger, später im WDR Fernsehen und bei ProSieben
- TV Quartett Satirischer Fernsehkritik-Talk
- Sonic Sports
- Woschs Woche mit Tommy Wosch
- Trash Bytes mit Peer Kusmagk

## Sender
Übernommen wurde das Programm u. a. von Hamburg 1, TV Berlin, TV München, tv.nrw,  tvo, RNF, Sachsen Fernsehen und Spreekanal.